# Проезд Берёзовой Рощи
Проезд Берёзовой Ро́щи — улица, расположенная в Северном административном округе города Москвы на территории Хорошёвского района.

## История

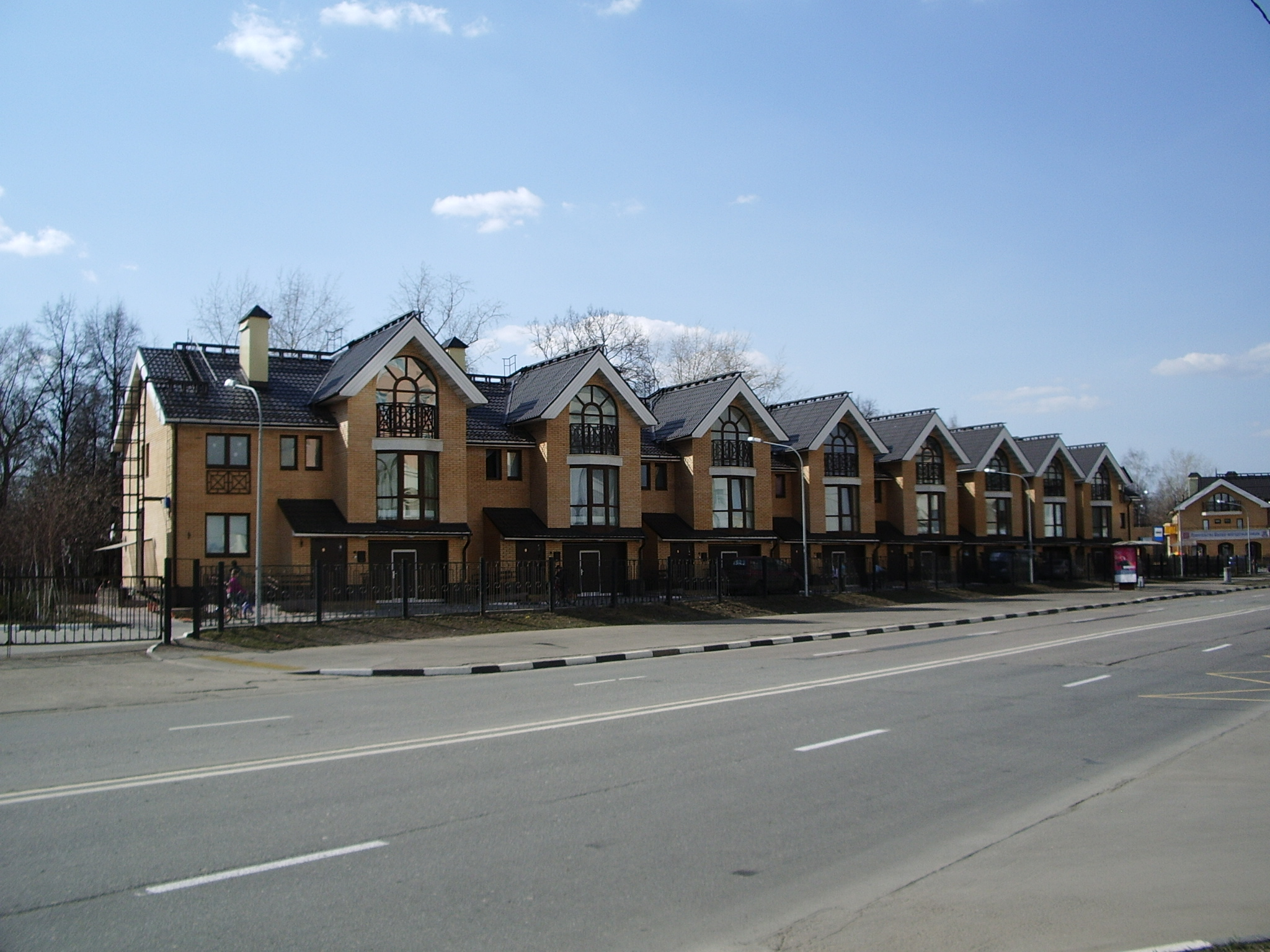
Коттеджи для многодетных семей

Проезд появился в 1994 году. Получил название по расположенному вдоль его западной стороны парку «Берёзовая Роща».
Первое десятилетие проезд не был застроен. Вдоль западной части располагался парк «Берёзовая Роща», а восточнее была территория Центрального аэродрома имени М. В. Фрунзе на Ходынском поле. В середине 2000-х годов после ликвидации аэродрома проезд начал застраиваться. Его восточная (чётная) сторона была застроена многоэтажными домами жилого комплекса «Гранд Парк». На западной (нечётной) стороне появился небольшой посёлок из 16 таунхаусов, предназначенных для многодетных семей.

## Расположение
Проезд начинается в юго-западной части Ходынского поля, где в него переходит улица Гризодубовой. Идёт на север и заканчивается на перекрёстке с улицей Авиаконструктора Микояна и 3-й Песчаной улицей. Проезд имеет по две полосы движения в каждом направлении. На некоторых картах обозначено, что проезд Берёзовой Рощи имеет автомобильное сообщение с Хорошёвским шоссе, однако это не соответствует действительности.

## Общественный транспорт
- Станции метро «ЦСКА», «Полежаевская» и «Хорошёвская».
- Автобус № 175, 322.